# Chrpec plazivý

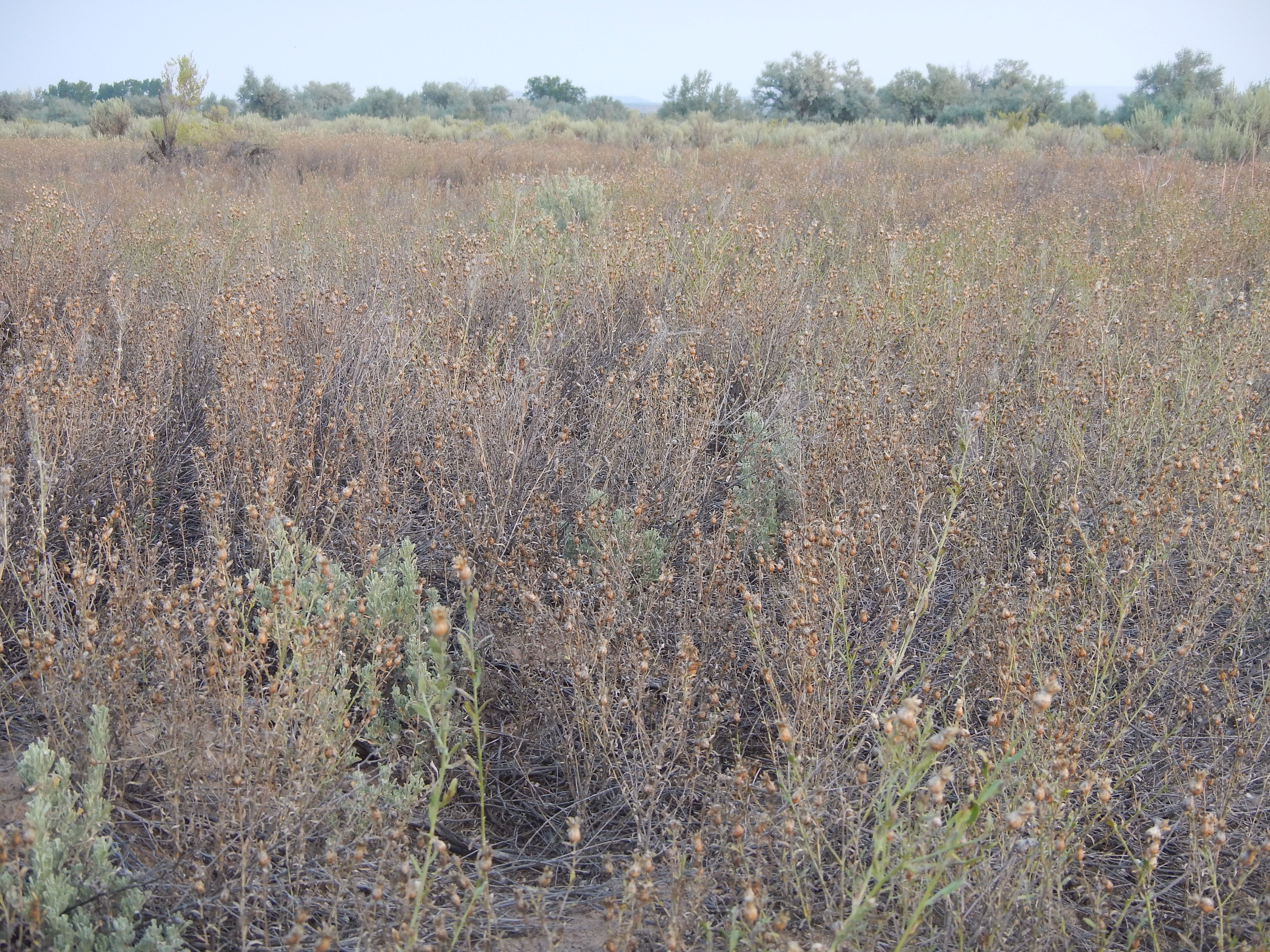
Pastvina zarostlá chrpcem plazivým

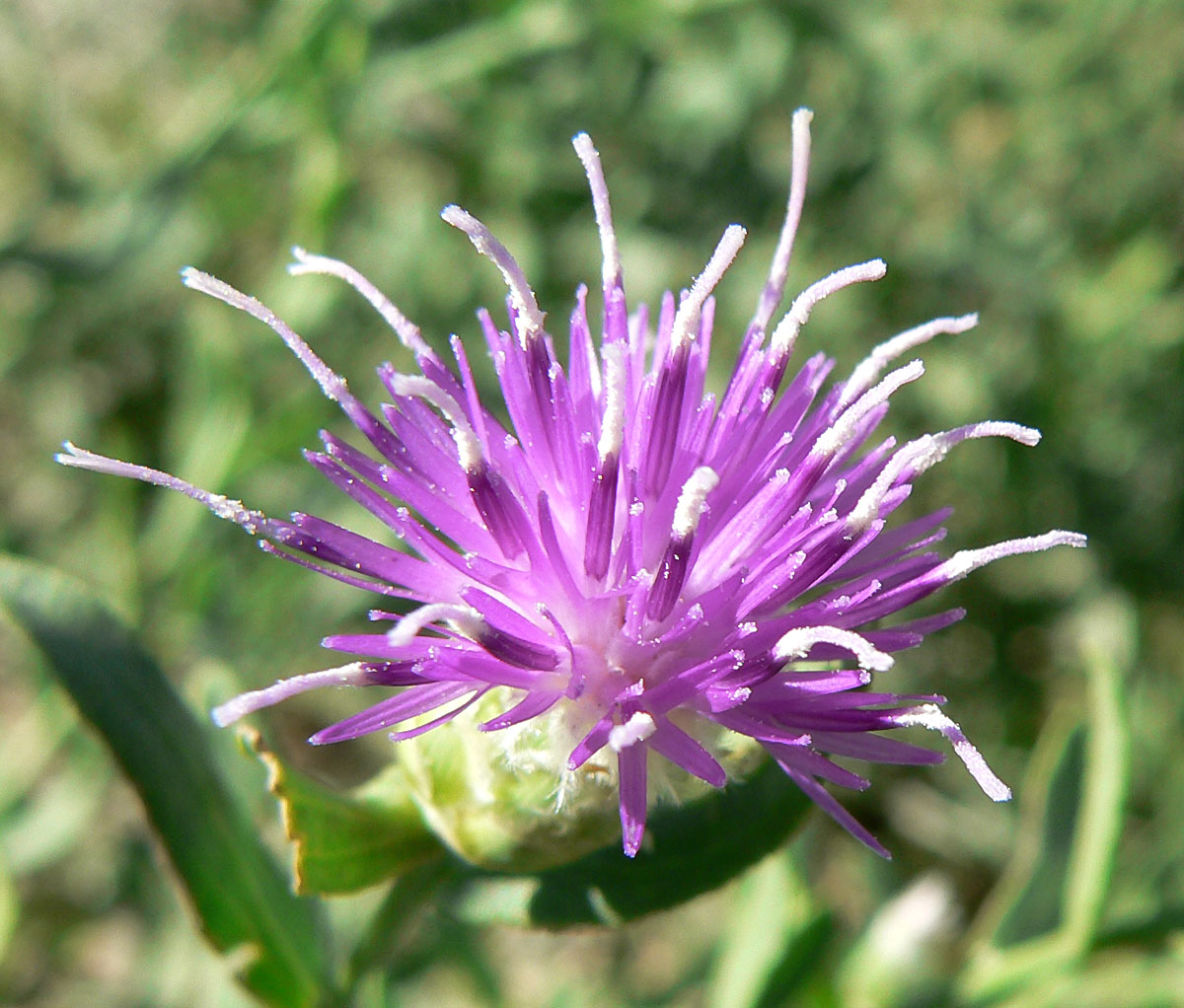
Kvetoucí úbor

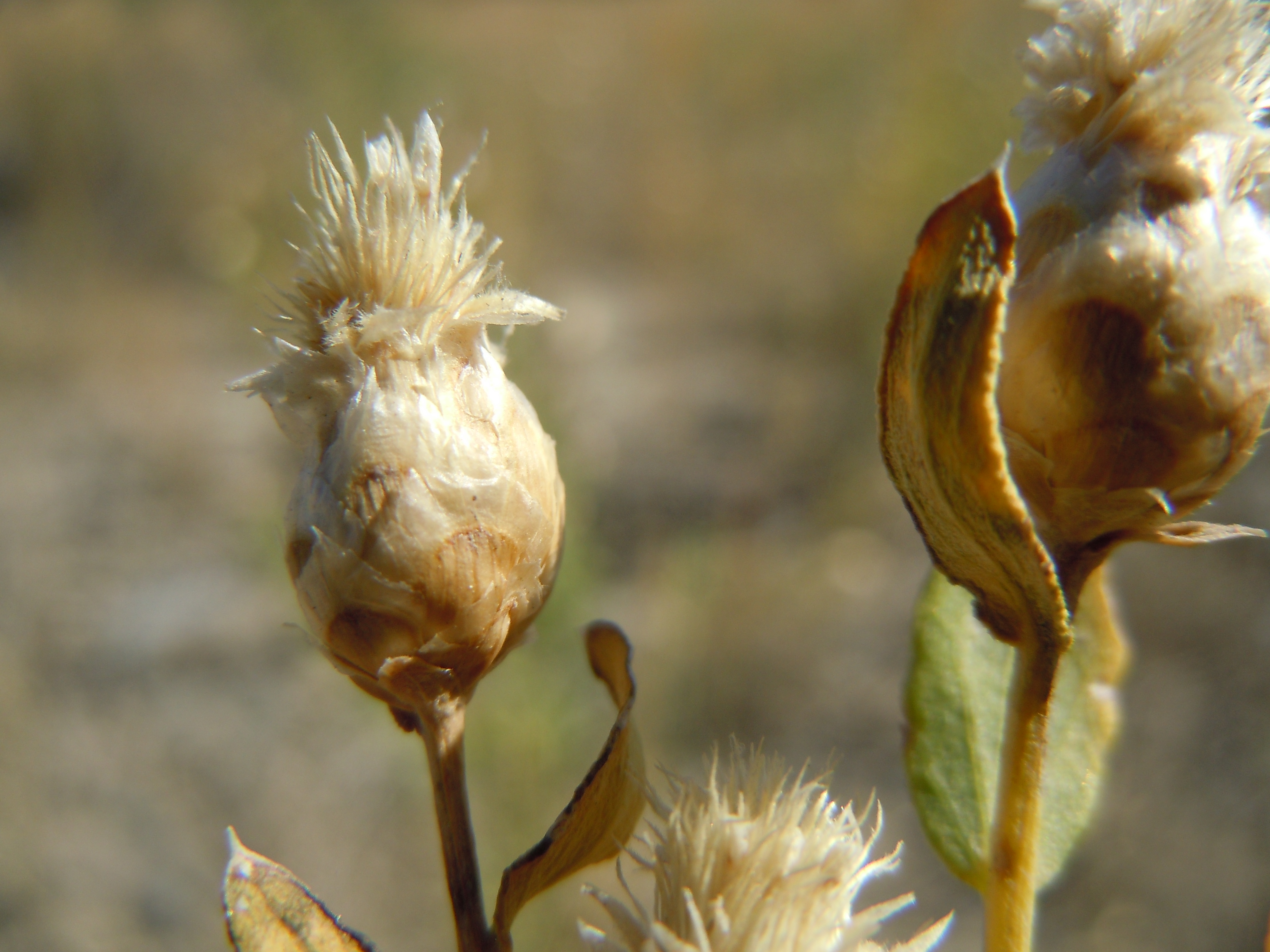
Úbor s chmýrem

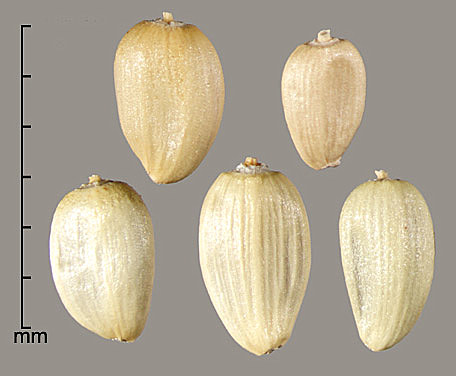
Semena

Chrpec plazivý (Rhaponticum repens) je vytrvalá, nevysoká rostlina s růžově fialovými květy uspořádanými v úborech vyrůstajících na koncích lodyhy a větví. Tento druh není v české přírodě původní, ale je považován za příležitostně se vyskytující neofyt. Rostlina byla v České republice zaznamenána poprvé roku 1945, pravděpodobně zde byla neúmyslně zavlečena z oblastí okolo Středozemního moře. Přestože má v mnoha zemích pověst agresivního plevele, v české krajině se zatím invazně neprojevuje.
Rostlinu pojmenoval v roce 1763 Carl Linné jako Centaurea repens. Později bylo shledáno, že se bylina morfologicky liší od ostatních chrp a je dokonce napadána jiným druhem rzi než chrpy, byla proto přesunuta do monotypického rodu Acroptilon. A konečně po molekulárních fylogenetických studiích vztahů v tribu Cardueae byla přeřazena do rodu Rhaponticum. Druhové jméno "plazivý" není odvozeno od vzhledu nadzemní části rostliny, ale z vlastnosti do široka se rozprostírajících kořenů.

## Rozšíření
Původní areál druhu se rozkládal v jihozápadní a střední Asii a na severu indického subkontinentu, hlavní místa vzniku byla pravděpodobně ve středním Rusku, na Kavkaze, v Číně a Mongolsku, přesné ohraničení již nelze určit. Odtud se chrpec plazivý šířil přes východní a jižní Evropu na území téměř celého evropského kontinentu. Taktéž byl mezi léty 1900 až 1910 nechtěně zavlečen, pravděpodobně znečištěným osivem, do Severní i Ameriky (do Spojených států amerických, Kanady, Mexika i Argentiny), stejně jako do jižní Afriky, Austrálie a na Nový Zéland.
V České republice se po nějakou dobu nevyskytoval, až v nedávné době byl zaznamenán v okolí Břeclavi na jižní Moravě, obdobně tak na Slovensku u Čierné nad Tisou.

## Ekologie
Roste na polích a pastvinách, na úhorech, pasekách, lesních holinách, skládkách kompostu i zeminy, hlinitých náspech nebo rumištích, na březích potoků a vodních kanálů. Snáší půdy se širokou škálu půdních podmínek, včetně zasolených. Upřednostňuje však jemně strukturované, alkalické půdy s vysokým obsahem jílu a hlavně dobře osluněná stanoviště. Rostlina díky svému hluboko sahajícímu kořenu dokáže přežít sucho, mohutněji však roste při větší půdní vlhkosti a toleruje zaplavovaná i špatně odvodněná stanoviště. Ve svých domovských oblastech se vyskytuje do nadmořské výšky až 2600 m. Obecně prosperuje při průměrných dešťových srážkách 250 mm až 1200 mm, roste i v oblastech s průměrnou roční teplotou jen 4 °C (Praha 8,2 °C, ČR 7,5 °C).
Tento hemikryptofyt raší z přezimujících kořenů brzy na jaře, krátce poté, co se teplota půdy ustálila nad bodem mrazu. Nejdříve vyroste listová růžice a lodyha se vyvine asi do poloviny června. V závislosti na klimatu a nadmořské výšce kvete od července do září, semena dozrávají v pozdním létě. Nová rostlina zpravidla vytvoří v prvém roce jen přízemní růžici, květonosnou lodyhu až v následujících.
Rozmnožuje se převážně vegetativně a jeho výskyt podél cest, železničních tratí nebo vodních toků není pro šíření zásadní. Objevuje se často na zemědělské půdě, kde je při obdělávání po celém poli rozšiřován z adventivních pupenů vyskytujících se na oddencích. Chrpec plazivý tvoří husté kolonie, za příhodných podmínek obsadí během dvou let plochu až 12 m² a na 1 m² může být 100 i více pupenů, zárodků nových rostlin. Vytvořený kořenový systém stále se rozrůstajících rostlin žije po mnoho let. Z rostlin bylo izolováno několik alelopatických sloučenin interferujících s blízkými rostlinami. Je haploidním druhem s 13 chromozomy (2n = 26).

## Popis
Vytrvalá bylina s přímou, 20 až 70 cm dlouhou lodyhou vyrůstající z tmavého, rozvětveného, plazivého oddenku se šupinovitými adventivní pupeny. Rostlina má hlavní kořen sahající do hloubky až 7 m a několik metrů dlouhé vodorovné oddenky do široka rozprostřené v hloubce 7 až 15 cm. Lodyha, kterých mívá statná rostlina několik, se od báze široce větví, je podélně žebernatá, jemně plstnatá hnědými chloupky a hustě střídavě olistěná. Přízemní listy jsou, stejně jako spodní lodyžní přisedlé, dlouhé až 10 cm a široké do 3 cm, podlouhlé a zubaté až peřenosečné. Vzhůru po lodyze se listy zkracují a horní jsou čárkovité, na vrcholu špičaté a po obvodě celistvé. Palisty u rostliny chybí.
Na konci lodyhy a větví vyrůstají 0,5 až 1,5 cm velké úbory s květy. Zákrov úborů je podlouhle vejčitý, víceřadý a chlupatý, jeho vnější listeny jsou široce vejčité a mají vejčitý přívěsek, vnitřní jsou kopinaté s podlouhlým přívěskem. Všechny květy jsou oboupohlavné a cizosprašné a mají až 14 mm dlouhé růžově fialové trubkovité koruny vespod srostlé a nahoře dělené do pěti laloků. Květy jsou opylovány hmyzem, z opylených se vyvinou nažky s chmýrem.

## Rozmnožování
Plod je obvejčitá nebo klínovitá, mírně stlačená, až 3 mm dlouhá a 2 mm široká chlupatá nažka se světle šedým až hnědým chmýrem. Jedná statná rostlina může vyprodukovat až 1000 nažek (semen) ročně, velký vliv na jejich množství a následnou klíčivost má dostatek světla při růstu. Nažky jsou poměrně těžké, již v době dozrávání ztrácejí chmýr a zákrov bývá v době jejich zralostí jen pootevřený. Dozralé nažky obvykle zůstanou v zákrovu a vypadnou z něj, až tento ze suché byliny odpadne. Vítr má na jejich rozptyl jen omezený význam a obvykle se jich většina dostane jen do vzdálenosti rovnající se výšce rostliny. Nejpodstatnějším prostředkem k šíření semen na větší vzdálenosti je jejich přeprava v kontaminovaném senu nebo osivu, mohou být také šířena vodou nebo pasoucími se zvířaty, přes která procházejí bez újmy.
Semena raší v širokém rozmezí teplot od 1 po 35 °C, optimum je 20 až 30 °C, klíčení probíhá ve světle i tmě, periodické střídání světla, tmy a teplot klíčení urychluje. Nejsou dormantní, nutnou podmínkou pro vyklíčení je dostatečná vlhkost půdy, za sucha si semena v půdě i několik let vyčkají na vhodné podmínky. Doba, po kterou zůstanou semena životaschopná, se udává až devět let.
Rostliny se reprodukují především vegetativně z oddenků s množstvím spících pupenů, hojně se šíří při obdělávaní půdy nebo přemísťování zeminy, úlomek oddenku o velikosti 2,5 cm již zpravidla dá vzniknout nové rostlině.

## Význam
Chrpec plazivý obsahuje v lodyze i listech hořce chutnající látky seskviterpeny, se stárnutím rostliny se jejich obsah zvyšuje a tím klesá chutnost rostlin. Pro koně jsou tyto sloučeniny dokonce toxické, skot jej téměř nespásá, kozy a ovce jej konzumují v raných stádiích před kvetením. Semena jsou tak hořká, že příměs pouhé 1 ‰ ve sklizeném obilí snižuje kvalitu získané mouky. Mladými rostlinami se živí některá volně žijící zvířata, např. jelenovití a kozy a ovce a vypadaná semena v zimním období napomáhají k přežití ptáků a hlodavců.
Ve svých mateřských oblastech výskytu roste obvykle jako neduživá rostlina na skládkách, podél silnic, zpravidla se objevuje v lidmi již opuštěných oblastech nebo v blízkosti obydlí, avšak jen občas na polích mezi plodinami. Problémy přináší především na druhotných stanovištích v Severní Americe a Austrálii, kde nemá přirozených nepřítel a jeho invazní šíření se uměle špatně omezuje. Na tamních polích a pastvinách vytváří husté, jednodruhové kolonie o průměru desítek metrů. Může tak z okolí vyloučit veškerou další vegetaci a značně snížit výnosy plodin a umenšit prostor pro kulturní traviny na pastvinách. Alelopatickými látkami blokuje v okolí růst plodin, jako pšenice, ječmen, oves, tolice a pod.
V roce 2016 byl prohlášen za invazní plevel v 18 státech USA a 4 kanadských provinciích. Nejúčinnějším způsobem jeho omezení na polích je orba do hloubky min. 30 cm, ze které již úlomky oddenků nevypučí. Na zatravněných loukách pak dvou až tříleté sečení třikrát ročně, které vyčerpá zásoby živin uložených v kořenech. Hnízda rostlin lze na malém prostoru účinně zlikvidovat znepřístupněním světla, pokrytím černou fólií. V USA se nepříliš úspěšně zkouší i biologická likvidace háďátkem druhu Subanguina picridis, žlabatkou Aulacidea acroptilonica, bejlomorkou Jaapiella ivannikovi nebo rzí Puccinia acroptili. Herbicidy vhodné k likvidaci se musí použít ve více etapách a navíc bývají omezené v chráněných oblastech.